# Малощетинкові черви
Малощетинкові черви або олігохети (Oligochaeta) — підклас кільчастих червів із класу Clitellata, за старою класифікацію — самостійний клас.

## Загальна характеристика
Представники цього класу, який налічує понад 5000 видів, поширені у ґрунті та прісних водоймах. Деякі з них трапляються у морях на різних глибинах (до 5000 м). Від багатощетинкових червів малощетинкові відрізняються відсутністю параподій. Пересуваючись вони звичайно, скорочуючи почергово шари кільцевих та поздовжніх м'язів. Представники цього класу — гермафродити, для яких характерний прямий розвиток.
Серед малощетинкових є карлики, довжина тіла яких дорівнює декільком міліметрам, але трапляються і справжні гіганти. Так, довжина австралійського земляного черв'яка, який зовні нагадує велику змію, може сягати 2,5—3 м.
Тіло олігохет гомономно сегментоване й часто складається із значної кількості сегментів. На передньому кінці є головна лопать, яка лише в деяких олігохет має непарне щупальце. У дощових червів на головній лопаті немає ніяких придатків. За головною лопатю розміщений перший ротовий сегмент, на якому з нижнього боку розташовується рот. За ним розташовані численні тулубові сегменти. Їх кількість у звичайних видів — від 90 до 300, але є форми з доволі великою кількістю сегментів (близько 500—600). Параподій в олігохет немає, але є у незначній кількості щетинки. У дощового черв 'яка вони розташовані на кожному сегменті, починаючи з другого, чотирма групами (у деяких форм поодиночно), по дві маленькі щетинки в кожній групі, а всього по 8 щетинок на сегменті. Таке розташування щетинок відповідає їх положенню на двох параподіях поліхет. Це вказує на те, що в олігохет редукувались параподії, від яких збереглись лише щетинки (параподії заважали під час пересування черва в ґрунті або в ґрунті водойми). Щетинки спрямовані назад і перешкоджають зворотному руху тіла черва під час його пересування в земляних нірках. На деякій відстані від переднього кінця тіла є потовщення покривів, які охоплюють кілька сегментів (у дощового черва з 32 по 37 членик). Це поясок, який має багато залозистих клітин, секрет яких використовується для утворення кокона. Тіло олігохет закінчується невеликою анальною лопаттю, на якій відкривається задньопрохідний отвір — порошиця. Покриви дощових червів утворені одношаровим шкірним епітелієм, завдяки яким забезпечується постійне зволоження поверхні тіла, що особливо важливо за риючого (не водного) способу життя.
Шкірно-м'язовий мішок олігохет подібний до такого ж у поліхет. Особливостями, які властиві лише для олігохет, є: 1) наявність бічних повздовжніх м'язів між дорзальними і вентральними пучками щетинок, що зв'язано з редукцією параподій; 2) наявність спинних пор між сегментами, через які порожнинна рідина виділяється назовні, зволожуючи поверхню тіла черва. В олігохет є типовий сегментований целом. Відсутність дисепіментів спостерігають рідко. Спинна брижа зникає, а черевна не доходить до черевної стінки тіла. Вона зв'язує кишківник з черевною кровоносною судиною та черевним нервовим ланцюжком, а тому целомічна рідина може вільно поступати з одного сегмента в інші.
Типовим представником класу є звичайний дощовий черв 'як (Lumbricus terrestris). Дощові черви живляться рештками рослин, шо перегнивають у ґрунті, листками й стеблами трав, які вони затягують у свої нірки. Передня кишка складається з глотки, стравоходу, зоба та м'язистого шлунку. В стравохід відкриваються протоки вапнякових, або морренових залоз, розташованих по його боках. Виділений цими залозами карбонат кальцію, нейтралізує гумінові кислоти, на які багата їжа дощових червів. 3і стравоходу їжа поступає в зоб, де накопичується, а потім незначними порціями переходить у м'язистий шлунок. У ньому рештки рослин подрібнюються шляхом перетирання між мінеральними частинками ґрунту. Далі йде найдовший відділ кишківнику — середня кишка, яка в більшості олігохет утворюється на спинному боці складчастий виступ тифлозоль, що виступає в середину просвіту кишківнику. Таким чином збільшується поверхня перетравлювання та всмоктування кишки. Коротка задня кишка тифлозоля не має, вона відкривається назовні анальним отвором.

## Різноманіття
Типовими представниками ґрунтової фауни є дощові черв'яки. Свою назву вони отримали через те, що після дощів, коли вода заливає їхні ходи, дощові черв'яки в значній кількості виповзають на поверхню ґрунту. Їхня довжина може коливатися від 2 до 50 см.
Дощові черв'яки відіграють значну роль у процесах ґрунтоутворення. Вони можуть прокладати у ґрунті довгі ходи, що полегшують проникнення повітря та води з розчиненими в ній поживними речовинами до кореневої системи рослин (розпушують ґрунт). Слід зазначити, що загальна довжина ходів дощових червів сягає 1 м. Завдяки тому, що прокладання черв'яками ходів у ґрунті сприяє його розпушуванню, полегшується ріст коренів рослин у щільних ґрунтах. Дощові черви також переміщують ґрунт, виносячи його з нижніх шарів нагору і навпаки. Їхня чисельність може сягати кількох мільйонів особин на гектар. Дощові черв'яки живляться відмерлими рештками рослин, затягуючи їх у свої ходи і, тим самим, збагачуючи ґрунт органічною речовиною. Останнім часом роблять спроби штучно розводити дощових черв'яків та переселяти їх у ті місця, де їхня кількість недостатня. Таким чином, наявність дощових черв'яків у ґрунті сприяє підвищенню його родючості і є показником стану ґрунту. На сьогоднішній день дощові черви потребують охорони. Їхня чисельність може скорочуватися внаслідок надмірного використання добрив та пестицидів. Одинадцять видів дощових червів занесено до Червоної книги колишнього Радянського Союзу, два види — до Червоної книги України.
Прісноводні малощетинкові черви є базою живлення для інших тварин. Їх використовують як корм для акваріумних риб. Представниками є трубочники, які звичайно поширені на мулистому дні, де вони утворюють масові скупчення. Вони мають вигляд червонуватих «подушок». Ці черви можуть жити у дуже забруднених водоймах, а також у водоймах із недостатньою кількість кисню. Передній кінець тіла трубочника заглиблений у мул, а задній висувається над поверхнею дна. У шкірі цієї частини тіла особливо багато кровоносних судин, тому хвіст черв'яка виконує функції органа дихання. Чим нижчий вміст кисню у воді, тим енергійніше ці черви роблять коливальні дихальні рухи. Назва цих червів зв'язана з утворенням навколо задньої частини тіла, яка висувається над ґрунтом, гнучкої трубки, що складається з мулових частинок, склеєних слизом черв'яка.